# Chính sách thị thực của Nam Ossetia
Du khách đến Nam Ossetia không cần xin thị thực. Tuy nhiên, du khách cần có thị thực Nga có hiệu lực mà cho phép họ quay lại Nga trừ khi họ là công dân Nga hoặc người được miễn thị thực Nga và phải thông báo trước với chính quyền về chuyến ghé thăm. Trong khi đó, công dân của 3 nước đang tranh cãi hậu Liên Xô được miễn thị thực đến Nam Ossetia. Tất cả thành viên Cộng đồng Dân chủ và Quyền lợi cho Các quốc gia đã đồng ý bỏ yêu cầu thị thực. Bao gồm:
| - Abkhazia - Cộng hòa Artsakh - Transnistria |

## Nhập cảnh Ossetia
Tất cả du khách trừ công dân Nga phải thông báo với Bộ Ngoại giao của Nam Ossetia về ý định muốn đến lãnh thổ của Cộng hòa Nam Ossetia ba ngày làm việc trước để xin cho phép được nhập cảnh. Nhà báo đầu tiên phải liên hệ Ủy ban nhà nước về Thông tin, Truyền thông và Truyền thông đại chúng.
Tất cả mọi người phải đến Ossetia qua Nga trừ công dân của quận Leningor (Akhalgori), họ có thể rời Nam Ossetia qua Gruzia.